# ドットイートゲーム

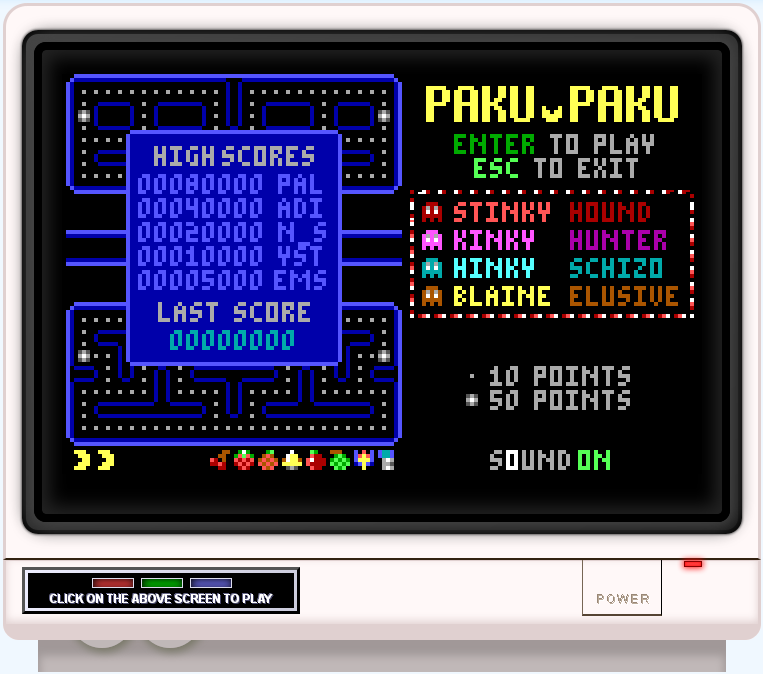
Paku Pakuはパックマンのクローンゲーム。

ドットイートゲームとは、コンピュータゲームのアクションゲームのジャンル。敵の追跡から逃れつつ、迷路内に敷き詰められた目標（大抵はドットで表現される）の上を通過することで消していくゲームである。

## 概要
1979年発表の『ヘッドオン』（セガ〈後のセガ・インタラクティブ〉）が元祖とされるが、翌1980年発表の『パックマン』（ナムコ〈後のバンダイナムコエンターテインメント〉）が世界的に大ヒットした。
同年発表の『ラリーX』（ナムコ）からはグラフィックの向上により、目標がドットではなく旗（フラッグ）となるうえ、画面上に敷き詰められるのでなく何か所（『ラリーX』の場合は10か所）に配置されるゲームも登場した。これは厳密にはドットイートではないので、ドットイートタイプとも呼ばれ、さまざまなアクションゲームに継承された。
『ロードランナー』など一部のアクションパズルゲームも、このドットイートタイプを発展させたものである。

## 主なドットイートゲーム

### ヘッドオン式
『ヘッドオン』は自キャラクターが黄色・敵が赤・通路が青だったため、以下のドットイートゲームにおいても比較的初期に出たものは、カラーリングにその影響が見られるゲームも多い。

### ヘッドオンの亜流
乗物でドットを消すというスタイルは変わらないが、コース形態などを変えたもの。
ヘッドオンII（セガ）

カーハント（セガ）

ドットリ君（セガ）

レッドタンク（シグマ→後のKeyHolder）
上記4ゲームについては「ヘッドオン」を参照。
キャプテンスタントマン（日本バーリー）
コースが砂時計状をしており（交差部は平面交差）、一定時間内にミサイルを発射して敵を倒せるなど、零細メーカーにしてはデザイン・フィーチャー（ゲームシステムや演出）が優れていた。
サファリーラリー（新日本企画→後のSNK）
自分の車が画面下部に固定されており、コースや敵の車が縦スクロールする。当時の新日本企画は『インベーダー』のライセンスを受けた事から、テーブル筐体までタイトーと同じものを使っており、このゲームの移動レバーは左右2方向の為、『インベーダー』の筐体を流用していた。
スペースチェイサー（タイトー）
自キャラクターが飛行機、敵がミサイルとなっている。またゲーム中のサウンドは飛行機らしからぬコミカルな音となっていた。
ローリングクラッシュ（日本物産）
コースが8の字で、進行方向を変えられるシャッターゾーンなどのアレンジが行われている。スペースインベーダー基板を使用しており、『ムーンエイリアン』（『ギャラクシアン』のライセンス生産）と2in1筐体になっている。このゲームもレバーは左右2方向で、レバーを左右に入れる事でゲームを選択する。
メイズ（レジャック）

レイメイズ（タイトー）

### その他のドットイート
パックマンシリーズ（ナムコ）
続編・コピーゲーム・電子ゲームなどシリーズの主な詳細は「パックマン」を参照。
クルクルランド（任天堂）
ドットを拾うのではなく、コース上に置かれた金塊を「探していく」という逆転の発想で作られたルールが特徴。
サイドトラック（エキシディ）
鉄道がモチーフで、線路の周囲にいる人を回収するのが目的。自分も敵も鉄道車両で、難易度が上がると編成両数が増える。
シティコネクション（ジャレコ）
サイドビューのドットイートゲーム。画面上のすべての道を通ることで面をクリアしていく。
デビルワールド（任天堂）

バン・バンカー（サンリツ電気）
自動車を操作し、コース上の風船を全て割って行く。
バーガータイム（データイースト）

ラッパッパ（データイースト）
自キャラクターはゲームタイトル通りラッパ、ドットが音符など、音楽がモチーフになっている。
レディバグ（ユニバーサル→後のアルゼ→ユニバーサルエンターテインメント）
『パックマン』の亜流で、自キャラクターがテントウムシ。回転式ドアを回して敵を邪魔出来る。ユニバーサルらしく華やかな画面で、アレンジがうまい。
ロックンチェイス（データイースト）
自キャラクターは怪盗で、$マークをとっていく。敵の警官にそれぞれニックネームがついているなど、これも『パックマン』の影響が強い。
ストリーキング（ショウエイ）
プレイヤーは街中を裸で走り回るストリーキングという設定。
アミダー（コナミ）
あみだくじをモチーフにしている。ボタンを押すとプレイヤーではなく敵がジャンプする。
ブラストドーザー（レア）
サブステージの一つに3Dカーアクションを利用したドットイートゲームステージが存在する。
ピックダン（インテンス）
矢印を踏んだ際に数秒間現れるドットをとっていくが、全てとれなくてもクリアになる。3Dの主観視点と、2Dの俯瞰視点が同時に表示されている。

### ドットイートタイプ
クラッシュローラー（アルファ電子）
固定画面の迷路内をペンキで塗りつぶす。
ポンポコ（開発：セイブ開発 販売：シグマ）
フィールド上の食べ物をすべて取るとクリア。見かけによらず、針の穴に糸を通すようなシビアなゲーム性を持つ。
ボンジャック（テーカン→後のコーエーテクモゲームス）
フィールド上の爆弾をすべて取るとクリア。ジャンプアクション。
ごんべえのあいむそ〜り〜（コアランドテクノロジー→今のバンプレスト）

三輪サンちゃん（セガ）

マッピー（ナムコ）

モピレンジャー（コナミ）

ラリーX、ニューラリーX（ナムコ）

ルート16（サン電子）

おそうじゲーム
エポック社から発売されているおもちゃパソコンである「ハローキティテレビパソコン」と「ハローキティスーパーテレビパソコン」と「ハローキティピアノパソコン」に内蔵されているゲーム。部屋に散らばっているゴミをそうじきで吸い取っていく。敵はいないが制限時間がある。
クリスタルキャッスル（アタリ）

Qバート（ゴットリーブ社）

## 迷路追跡ゲーム
英語圏では、迷路追跡ゲーム（en）と呼ばれ、迷路ゲーム（en）の一種として分類されている。この分類では、迷路内で必ずしもドットをトレースするというルールがないため、迷路内で敵が追跡してくる『平安京エイリアン』のようなゲームもこのジャンルに含まれる。